# Raión de Śvisłač
Śvisłač (en bielorruso: Свіслацкі раён) es un raión o distrito de Bielorrusia, en la provincia (óblast) de Goradnia. Su capital es Svíslach.
Comprende una superficie de 1447 km².

## Demografía
Según estimación de 2010, contaba con una población total de 19 539 habitantes.

## Subdivisiones
Comprende la ciudad subdistrital de Svíslach, el asentamiento de tipo urbano de Porazava y 7 consejos rurales:
- Viérdamichy
- Dabravolia
- Novy Dvor
- Niazbódzichy
- Porazava
- Svíslach
- Janiavichy